# 유스달시

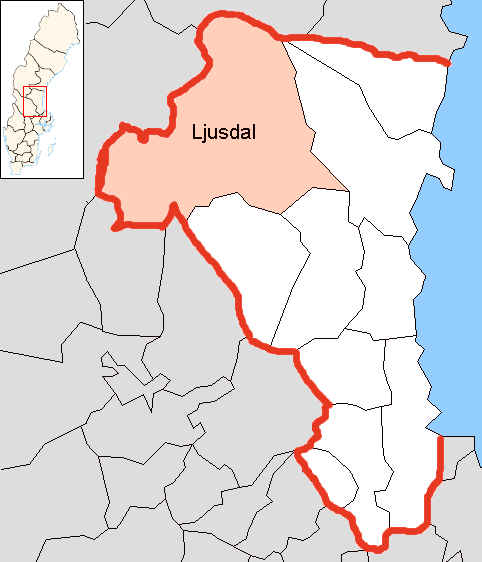
유스달 시의 위치

유스달시(스웨덴어: Ljusdals kommun)는 스웨덴 예블레보리주에 위치한 지방 자치체로 행정 중심지는 유스달이며 면적은 5,609.84km2, 인구는 19,067명(2016년 12월 31일 기준), 인구 밀도는 3.4명/km2이다.

시 문장